# 格拉本
格拉本是德国巴伐利亚州的一个市镇。总面积14.56平方公里，总人口3449人，其中男性1735人，女性1714人（2011年12月31日），人口密度237人/平方公里。